# Criminalité transnationale
Le crime organisé a une longue histoire, des premières triades chinoises organisées dès la fin du XVIIe siècle à la mafia italienne apparue au XIXe siècle. Pourtant, la constitution de réseaux internationaux d'organisations criminelles est plus récente et leur influence est largement corrélée au développement de la mondialisation. La criminalité transnationale sait également tirer parti de certains États faillis et entretient, selon le Conseil de l'Europe, des liens étroits avec le terrorisme international.
Les États se sont organisés pour répondre à cette nouvelle forme de criminalité. Ainsi, la première convention internationale dans ce domaine date de 1925. Depuis, l'arsenal juridique de la communauté internationale n'a cessé de se renforcer, au point de faire de la lutte contre la criminalité transnationale un champ d'action essentiel de la coopération internationale.

## Phénomène difficile à appréhender
Le crime international étant par nature dissimulé et ses formes étant multiples, la définition précise de la notion n'est pas aisée. La Convention des Nations unies contre la criminalité transnationale organisée du 12 décembre 2000, dite Convention de Palerme ou convention CTO définit le phénomène.
Un groupe criminel organisé y est considéré comme un groupe structuré de trois personnes ou plus existant depuis un certain temps et agissant de concert dans le but de commettre une ou plusieurs infractions graves pour en tirer, directement ou indirectement, un avantage financier ou un autre avantage matériel (Article 2).
Il n'existe pas de modèle unique du crime international, les organisations étant souvent très différentes les unes des autres (mafias, triades, cartels de la drogue, etc.). Tout au plus peut-on classer leurs activités en diverses catégories :
- Activités criminelles "classiques" : trafic de drogue, prostitution, contrefaçon ;
- Activités criminelles plus récentes : trafic d'organes, cybercriminalité, commerce de déchets dangereux ;
- Opération illégales de capitaux : évasion fiscale, corruption, détournement de fonds ;
- Financement du terrorisme.

L'Office des Nations unies contre la drogue et le crime (ONUDC) estimait en 2002 que le chiffre d'affaires de la criminalité transnationale s'élevait à environ 1000 Mdrs $ par an, soit 2 à 5 % du PIB mondial.

## Lutte contre la criminalité transnationale
Les États ont développé un arsenal juridique et technique important pour lutter contre cette criminalité. Les actions conduites visent tant à développer la coopération internationale, notamment policière, qu'à développer la prévention par une assistance technique aux pays en développement.

### Action des Nations unies
Plusieurs organismes des Nations unies sont compétentes dans des domaines touchant à la criminalité organisée comme le PNUD, l'UNODC, le FNUAP ou l'Unicef. L'Office des Nations unies contre la drogue et le crime (UNODC) a une fonction transversale d'étude et de gestion de programmes d'assistance technique aux pays en développement. 
C'est dans le cadre de l'ONU qu'a été négociée la Convention de Palerme et ses trois protocoles additionnels. Elle est entrée en vigueur le 29 septembre 2003. L'apport est triple : définition universelle du crime transnational organisé et de diverses notions de droit pénal, rapprochement des législations pénales et développement de la coopération judiciaire par la création de procédures d'entraide judiciaire et d'extradition.

### Action duG7
Le sommet d'Halifax en 1995 avait permis la création d'un groupe d'experts sur la criminalité organisée. Le sommet de Lyon en 1996 a abouti au renforcement de cette initiative. Le groupe de travail, baptisé "groupe de Lyon" a depuis adopté 40 recommandations pour lutter contre le crime, lesquelles sont rapidement devenues une référence internationale.

### Action de l'Union européenne
La stratégie européenne de sécurité adoptée en 2003 considère la criminalité organisée comme l'un des grands enjeux auxquels l'Union doit faire face. Un programme d'action contre la criminalité transnationale est mis en œuvre dans le cadre du 3e pilier par un groupe de travail multidisciplinaire.

### Action duConseil de l'Europeet de l'OSCE
Le Conseil de l'Europe a été le cadre de la conclusion de plusieurs conventions touchant à la corruption, au blanchiment, à la cybercriminalité, à la lutte contre la traite d'êtres humains, etc. Les conventions pénales et civiles contre la corruption font l'objet d'un suivi spécifique par le Groupe des États contre la corruption (GRECO), créé en 1999.
L'OSCE a pour sa part adopté un Plan d'action pour la lutte contre la traite d'êtres humains en 2003 et s'est doté d'un poste de représentant spécial chargé de cette question.

### Action d'Interpol
Interpol joue un rôle essentiel de diffusion et l'échange d'informations entre services de police.